# Gwiazdy zmienne typu R Coronae Borealis
Gwiazdy zmienne typu R Coronae Borealis, gwiazdy typu R CrB, RCB – grupa gwiazd zmiennych wybuchowych, nadolbrzymów o nieregularnym okresie zmienności. Pierwszą odkrytą gwiazdą tej grupy jest R Coronae Borealis.
Przez dłuższy czas jasność gwiazdy pozostaje prawie stała, a jedynie co jakiś czas obserwowane jest duże zmniejszenie jasności (rzędu 1-9 wielkości gwiazdowych). Minima te pojawiają się nieregularnie i trwają od kilku tygodni do ponad roku. W czasie minimum jasności gwiazdy typu RCB są typu widmowego takiego jak gwiazdy węglowe (R lub C). W pozostałych okresach typ widmowy gwiazdy można sklasyfikować w zakresie od F do K. Zawierają mało wodoru i są obfite w hel i węgiel.
Przyczyną okresowego zmniejszania jasności jest przypuszczalnie wyrzucanie przez gwiazdę obłoków materii zawierających dużo związków węgla wytworzonych w głębszych warstwach. W otoczeniu gwiazdy, czyli obszarze o niższej temperaturze, związki te krystalizują się tworząc grafit, który absorbuje część światła gwiazdy. Po rozproszeniu się obłoków, które być może opadają na powierzchnię, jasność staje się taka jak wcześniej.
U gwiazd typu RCB obserwuje się również pulsacje o okresie 30 - 100 dni i amplitudzie rzędu kilku dziesiątych wielkości gwiazdowej. 
Gwiazdy typu RCB są nieliczną grupą gwiazd zmiennych. Pomimo dużej jasności absolutnej, znanych jest około 100 takich obiektów (w 2012 roku znano 76 takich gwiazd w naszej Galaktyce oraz 22 w Obłokach Magellana). Najjaśniejszymi gwiazdami typu RCB są: R Coronae Borealis oraz RY Sagittarii.